# Rio Grande (přítok Paraná)
Rio Grande je řeka na jihovýchodě Brazílie. Protéká státem Minas Gerais a na dolním toku tvoří hranici se státem São Paulo. Je to levý přítok řeky Paraná. Je 1 230 km dlouhá. Povodí má rozlohu 170 000 km².

## Průběh toku
Pramení nedaleko atlantického pobřeží Brazílie v pohoří Sierra Mantiqueira a teče Brazilskou vysočinou, kde vytváří několik vodopádů. Na horním toku je velká přehrada Furnas (objem 20,2 km³) s hydroelektrárnou (1,2 GW). Další přehrada Peixoto je o něco níže. Místy je Rio Grande splavná.

## Vodní stav
Řeka vykazuje dešťový (pluviální) odtokový režim. Průměrný průtok je 2 000 m³/s. Nejvíce vody má od ledna do března.